# Up Close & Personal Tour
Up Close & Personal Tour fue una gira promocional de los Backstreet Boys que tuvo lugar entre marzo y abril de 2005, como antesala del Never Gone Tour. Interpretaron todas las canciones de su DVD «Chapter One» y seis de su álbum «Never Gone ».

## Fechas y Localidades Promocionales (2004)
Esta gira fue un mini tour exclusivamente para Asia y Norteamérica la cual fue hecha para promocionar lo que será el nuevo tour y su próximo álbum Never Gone. 
Los Backstreet Boys donaron una parte de las ganancias del concierto del 24 de setiembre al "Special Olympics International" de Beijing, organización global que atiende a más de 4 millones de atletas con discapacidad intelectual.
| Fecha                    | Ciudad           | País           | Lugar                     |
| ------------------------ | ---------------- | -------------- | ------------------------- |
| 17 de septiembre de 2004 | Lake Buena Vista | Estados Unidos | House of Blues            |
| 24 de septiembre de 2004 | Beijing          | China          | Estadio Nacional de Pekín |
| 26 de septiembre de 2004 | Shanghái         | China          | Estadio Hongkou           |
| 29 de septiembre de 2004 | Tokio            | Japón          | Gimnasio Nacional Yoyogi  |
| 30 de septiembre de 2004 | Tokio            | Japón          | Gimnasio Nacional Yoyogi  |
| 2 de octubre de 2004     | Tokio            | Japón          | Gimnasio Nacional Yoyogi  |
| 3 de octubre de 2004     | Tokio            | Japón          | Gimnasio Nacional Yoyogi  |
| 15 de octubre de 2004    | Ciudad de México | México         | Palacio de los Deportes   |
| 16 de octubre de 2004    | Ciudad de México | México         | Palacio de los Deportes   |
| 19 de octubre de 2004    | Monterrey        | México         | Arena Monterrey           |

### Setlist
1. The Call
2. My Beautiful Woman
3. More Than That
4. Climbing The Walls
5. Shape Of My Heart
6. The One
7. I Want It That Way
8. Show Me The Meaning Of Being Lonely
9. Shout (Michael Jackson cover)
10. Larger than Life
11. All I Have To Give
12. As Long As You Love Me
13. I'll Never Break Your Heart
14. Poster Girl
15. Quit Playing Games (With My Heart)
16. Drowning
17. Everybody (Backstreet's Back)

## Fechas del Up Close & Personal Tour
| Fecha               | Ciudad             | País           | Lugar                          |
| ------------------- | ------------------ | -------------- | ------------------------------ |
| 21 de marzo de 2005 | Nueva York         | Estados Unidos | Irving Plaza                   |
| 22 de marzo de 2005 | Nueva York         | Estados Unidos | Irving Plaza                   |
| 24 de marzo de 2005 | Boston             | Estados Unidos | Avalon                         |
| 25 de marzo de 2005 | Filadelfia         | Estados Unidos | Electric Factory               |
| 26 de marzo de 2005 | Scranton           | Estados Unidos | Scranton Cultural Center       |
| 28 de marzo de 2005 | Chicago            | Estados Unidos | House of Blues                 |
| 29 de marzo de 2005 | Cleveland          | Estados Unidos | House of Blues                 |
| 30 de marzo de 2005 | Washington D. C.   | Estados Unidos | 9:30 Club                      |
| 4 de abril de 2005  | Columbus           | Estados Unidos | Promowest Pavilion             |
| 5 de abril de 2005  | Detroit            | Estados Unidos | State Theatre                  |
| 6 de abril de 2005  | Pittsburgh         | Estados Unidos | Rock Club at Station Square    |
| 8 de abril de 2005  | Milwaukee          | Estados Unidos | Pabst Theater                  |
| 10 de abril de 2005 | San Luis           | Estados Unidos | Roberts Orpheum Theater        |
| 12 de abril de 2005 | Grand Prairie      | Estados Unidos | Nokia Theatre at Grand Prairie |
| 14 de abril de 2005 | Atlanta            | Estados Unidos | Earthlink Live                 |
| 15 de abril de 2005 | North Myrtle Beach | Estados Unidos | House of Blues                 |
| 18 de abril de 2005 | Norfolk            | Estados Unidos | The NorVa                      |
| 31 de mayo de 2005  | Colonia            | Alemania       | E-Werk                         |

## Lista de canciones
1. The Call
2. My Beautiful Woman
3. More Than That
4. Climbing The Walls
5. Shape Of My Heart
6. I Still...
7. The One
8. I Want It That Way
9. Show Me The Meaning Of Being Lonely
10. Shout (Michael Jackson cover)
11. Larger Than Life
12. Weird World
13. All I Have To Give
14. As Long As You Love Me
15. I'll Never Break Your Heart
16. Poster Girl
17. Quit Playing Games (With My Heart)
18. Drowning
19. Incomplete
20. Everybody (Backstreet's Back)